# الطابق الثالث عشر
الطابق الثالث عشر هو فيلم تم إنتاجه في ألمانيا والولايات المتحدة وصدر في سنة 1999. من بطولة كريج بيركو، دنيس هايسبيرت وآرمن مولر-شتال وشيري أبليبي.

## القصة
عالم حاسوب اسمه «هانون فولر» يكتشف شيئا مهما للغاية وكان على وشك ان يخبر زميله «دوغلاس هول» عن هذا الاكتشاف، لكن بعد أن عرف أن هناك من يلاحقه يقوم بترك رسالة في عالم مواز تم صنعه بالحاسوب بواسطة الشركة التي يملكها. يشابه هذا العالم فترة الثلاثينات الميلادية مع أشخاص يبدون كبشر حقيقيين مع مشاعر حقيقية.

## الميزانية والإيرادات
بلغت تكلفة إنتاج الفيلم حوالي 16 مليون دولار بينما حقق إيرادات تقدر بـ 18564088 دولار.

## الترشيحات والجوائز
تم ترشيح الفيلم لجائزة زحل لأفضل فيلم خيال علمي سنة 2000.

## وصلات خارجية
- الطابق الثالث عشر على موقع IMDb (الإنجليزية)
- الطابق الثالث عشر على موقع ميتاكريتيك (الإنجليزية)
- الطابق الثالث عشر على موقع روتن توميتوز (الإنجليزية)
- الطابق الثالث عشر على موقع نتفليكس (الإنجليزية)
- الطابق الثالث عشر على موقع ألو سيني (الفرنسية)
- الطابق الثالث عشر على موقع Turner Classic Movies (الإنجليزية)
- الطابق الثالث عشر على موقع أول موفي (الإنجليزية)
- الطابق الثالث عشر على موقع بوكس أوفيس موجو (الإنجليزية)
- الطابق الثالث عشر على موقع فيلمافينيتي (الإسبانية)
- الطابق الثالث عشر على موقع قاعدة بيانات الأفلام السويدية (السويدية)